# Getränkeindustrie

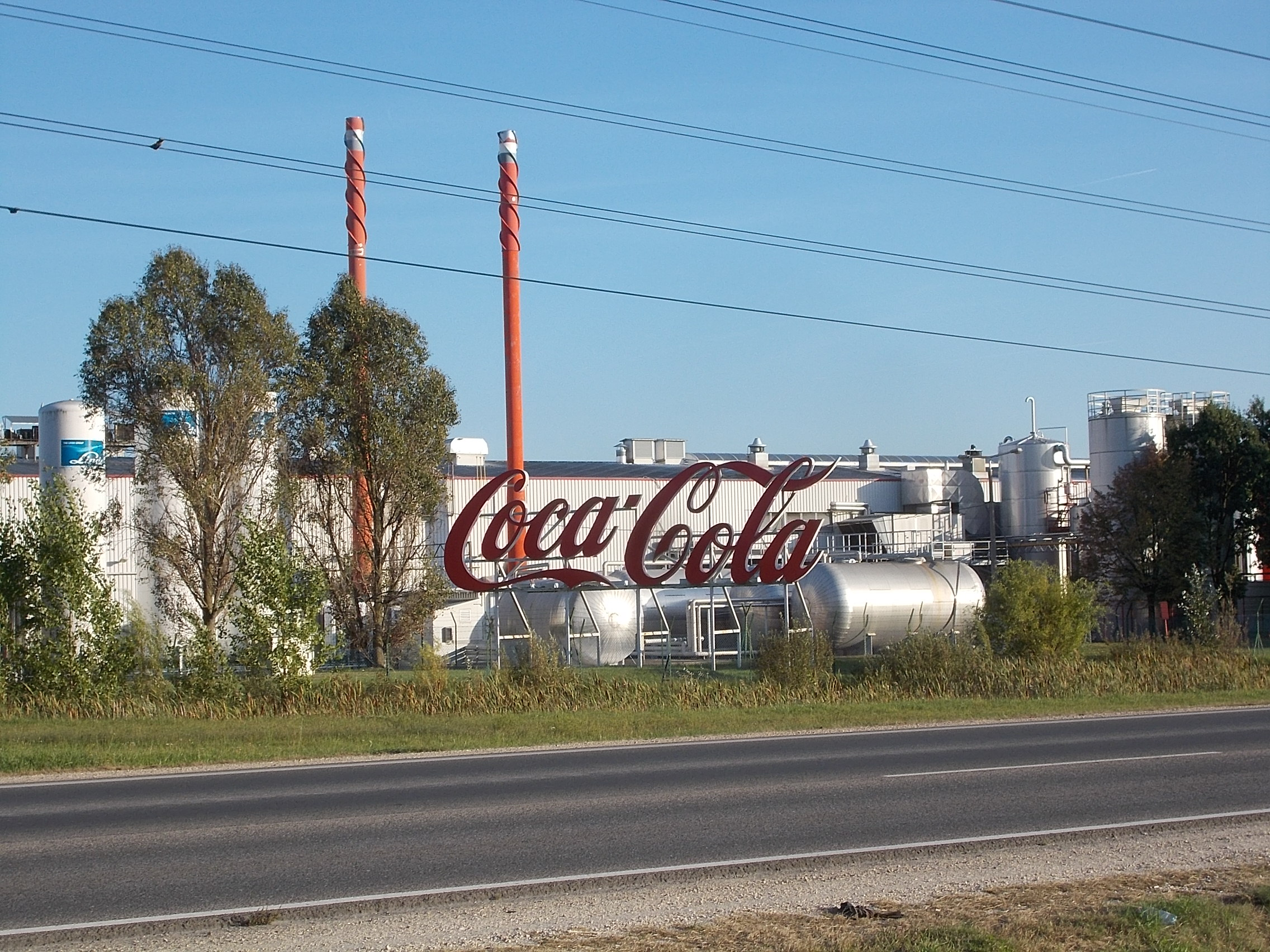
Coca-Cola ist, wie hier mit den Abfüllbetrieben, Teil der Getränkeindustrie.

Die Getränkeindustrie produziert natürliche oder konventionelle Getränke, die mit Kohlensäure versetzt, heiß oder kalt in Flaschen (aus Glas oder Plastik), Dosen und Mehrschichtverpackungen keimfrei oder aseptisch abgefüllt und als Fertigprodukte vermarktet werden. Die Getränkeindustrie ist neben der Nahrungsmittelindustrie Teil der Ernährungsindustrie. In der Systematik der Wirtschaftszweige (NACE) wird im Abschnitt Verarbeitendes Gewerbe/Herstellung von Waren die Abteilung 11 Getränkeherstellung geführt. Die zugehörigen Unternehmen sind direkt oder indirekt im Dachverband FoodDrinkEurope vertreten.

## Geschichte
In der Brauwirtschaft setzte die Industrialisierung 1864 mit der Pasteurisierung und 1876 mit der Erzeugung künstlicher Kälte durch Lindesche Kompressionskältemaschinen ein, die eine Großproduktion ermöglichten. Die Übernahme des 1875 erfundenen Bügelverschlusses für Bierflaschen und des 1892 durch William Painter patentierten Kronkorkens begünstigte zu Beginn des 20. Jahrhunderts den Absatz der industriell abgefüllten Getränke in handelsüblichen Größen. Nach Aufhebung der Prohibition 1933 kam in den Vereinigten Staaten zunehmend in Metall-Dosen abgefülltes Bier in den Handel. In Deutschland wurden derartige Versuche in den 1930er Jahren wegen der allgemeinen Materialknappheit wieder eingestellt. Hier erfolgte die Vermarktung erst ab 1951 durch die Henninger-Brauerei. Mit der Einführung von Pfand auf Bierdosen 2009 sank deren spezifischer Marktanteil auf 3 Prozent, ist jedoch durch die Sortimentsumstellung verschiedener Discounter und im Zuge der Abfüllung von Craft-Bieren in Metall-Dosen auf 19 Prozent gestiegen.
Bei der Abfüllung von Mineralwasser erfolgte ebenfalls im letzten Viertel des 19. Jahrhunderts mit der Erzeugung künstlicher Kälte die Umstellung von der bis dahin gebräuchlichen, aus Steinzeug handgefertigten  Selterswasserflasche auf die industriell gefertigte Glasflasche, insbesondere die Kugelverschlussflasche, was einen wesentlichen Produktionsfortschritt brachte. Eine noch höhere Zahl an Abfüllungen wurde dann nach 1969 mit der Einführung der Normbrunnenflasche mit Schraubverschluss erzielt.
Seit Ende der 1980er Jahre werden Mineralwasser, kohlensäurehaltige Softdrinks, wie Fruchtsaft oder Fruchtschorle, Limonade und Fruchtnektar sowie Brause auch in Plastikflaschen abgefüllt, Energydrinks hingegen in Metalldosen.
Der von Handelsmarkenherstellern und großen regionalen Marken geprägte Markt hat sich seit 2010 dem veränderten, auf gesteigertem Gesundheitsbewusstsein orientierten Konsumverhalten angepasst und zunehmend Getränke nachhaltig und zu Fair Trade- Bedingungen hergestellt. Die Brauindustrie hatte durch neu gegründete Craft-Beer Brauereien, den Getränkekonsum To go  und die zunehmende Zahl von Biermischgetränken einen unerwarteten Nachfrageschub erhalten. In Folge der Einschränkungen zwecks Eindämmung der Covid-19-Pandemie ist der Bierabsatz aber vor allem in der Gastronomie und wegen des Ausfalls großer Veranstaltungen im ersten Halbjahr 2020 bereits um 16 Prozent zurückgegangen.

## Unternehmen
Die zehn größten globalen Unternehmen mit einem wesentlichen Marktanteil in den Vereinigten Staaten  waren laut Beverage Industry Magazine 2020:
- AB-InBev  NV
- Nestlé SA
- The Coca-Cola Company
- PepsiCo
- Heineken NV
- Suntory Holdings Ltd.
- Starbucks Corp.
- Diageo
- Keurig Green Mountain mit Dr Pepper Snapple Group
- Molson Coors Brewing Company

In einer Studie über natürliche Fruchtsafthersteller listet Transparency Market Research folgende Unternehmen:
- Refresco
- Uncle Matts Organic, Zitrusfrüchteanbauer in Florida, vertreibt seit 20 Jahren natürliche Fruchtsäfte.[5]
- Equinox Kombucha, Fruchtsaft auf der Basis von Grünem Tee.[6]
- 3v Natural Foods, Fruchtsafthersteller unter den Markennamen Rocks und Meridian.[7]
- James White Drinks, Fruchtsaft aus  organischen Früchten und Gemüse.[8]
- Biotta

In den Vereinigten Staaten haben die Getränkehersteller 2018 (in Klammern 2017) einen Umsatz von  108,732 (107,454) Milliarden US-Dollar erzielt und 207.331 (197.047) Mitarbeiter beschäftigt.

## Situation in Deutschland
Für Deutschland hat die Hans Böckler Stiftung in einer Branchenanalyse der Getränkeindustrie 2017 die Marktentwicklung und Beschäftigung untersucht.
Danach verzeichneten rund 800 Unternehmen der Brauwirtschaft und 300 Hersteller alkoholfreier Erfrischungsgetränke und Mineralwässer (mit jeweils 20 und mehr Beschäftigten) insgesamt 53.600  Beschäftigte. Bis Ende 2022 hatten die Betriebe 61.519 Beschäftigte und erzielten einen Umsatz von 21,240 Milliarden Euro.
In Deutschland sind die Unternehmen  in folgenden Verbänden organisiert:
- Deutscher Brauer-Bund
- Wirtschaftsvereinigung Alkoholfreie Getränke (wafg)
- Verband der deutschen Fruchtsaft-Industrie (VdF)
- Verband Deutscher Mineralbrunnen
- Bundesverband der Deutschen Spirituosen-Industrie und -Importeure